# 이성진 (가수)
이성진(李成眞, 1977년 2월 5일 ~ )은 대한민국의 가수 겸 배우이며, 보이 그룹 NRG의 리더이자 메인 보컬이다. 1996년 댄스 듀오 하모하모의 멤버로 데뷔했으며, 1997년 NRG의 멤버로 재데뷔했다.

## 학력
- 서울우신초등학교 (졸업)
- 장훈중학교 (졸업)
- 문일고등학교 (졸업)
- 동아방송대학 방송연예과 (졸업)
- 건양대학교 이벤트연출학과 (졸업)
- 청운대학교 연기예술학과 (졸업)
- 경기대학교 대학원 레저스포츠학과 (졸업)

## 음반

### 하모하모
- 1집 《빠삐용》

### NRG
- 1집 《NRG (New Radiancy Group)》
- 2집 《Race》
- 베스트 앨범 《Season's Greetings》
- 라이브 앨범 《2000 Live Concert In China》
- 4집 《비(悲) - Sorrow》
- 라이브 앨범 《1st Concert With Antonio》
- 5집 《Hit Song》
- 6집 《NR6G》
- 7집 《One Of Five: 따로 또 같이》
- 미니 앨범 《20세기 Night》
- 디지털 싱글 《통화중》
- 디지털 싱글 《평창 올림픽 헌정곡》

## 출연작

### 드라마
- 1998년 SBS 《순풍산부인과》 (특별출연)
- 2000년 SBS 《행진》 (특별출연)
- 2001년 SBS 《딱좋아!》 - 안성진 역
- 2001년 MBC 《뉴 논스톱》 (특별출연)
- 2002년 SBS 《레츠고!》 - 안성진 역
- 2004년 MBC 《조선에서 왔소이다》 - 윤덕형 역

### 영화
- 2002년 《긴급조치 19호》 (특별출연)
- 2003년 《동갑내기 과외하기》 - 시경 역
- 2004년 《어깨동무》 - 나동무 역

### 뮤지컬
- 2008년 ~ 2009년 《싱글즈》 - 임정준 역
- 2009년 《젊음의 행진》 - 왕경태 역

## 방송
- KBS1 《체험 삶의 현장》
- KBS1 《사랑의 리퀘스트》
- KBS2 《해피투게더》
- KBS2 《폭소클럽》
- KBS2 《상상플러스》
- MBC 《일요일 일요일 밤에》
- MBC 《전파견문록》
- MBC 《공감토크쇼 놀러와》
- SBS 《좋은 친구들》
- SBS 《진실게임》
- SBS 《도전 1000곡》
- SBS 《야심만만 만명에게 물었습니다》
- 1998년 SBS 《기쁜 우리 토요일》
- 1998년 SBS 《스타 비디오자키》
- 1999년 ~ 2000년 Mnet 《핫라인 스쿨》 - VJ
- 2001년 KBS1 《쇼 행운의 신용카드》
- 2001년 KBS2 《서세원쇼》
- 2001년 MBC 《사랑의 스튜디오》
- 2001년 SBS 《장미의 이름》
- 2001년, 2002년 SBS 《초특급 일요일 만세》
- 2001년, 2005년 MBC 《TV특종 놀라운 세상》
- 2001년 ~ 2002년 MBC 《목표달성! 토요일》
- 2002년 KBS1 《가족오락관》
- 2002년 KBS2 《출발! 드림팀》
- 2002년 KBS2 《이유있는 밤》
- 2002년 MBC 《강호동의 천생연분》
- 2002년 MBC 《박상원의 아름다운 TV 얼굴》
- 2002년 MBC 《꿈꾸는 TV 33.3》
- 2002년 SBS 《쇼! 일요천하》
- 2002년 SBS 《박수홍, 박경림의 아름다운 밤》
- 2002년, 2003년 KBS2 《야!한밤에》
- 2002년, 2003년 SBS 《좋은 아침》
- 2002년 ~ 2003년 KBS2 《자유선언 토요대작전》
- 2002년 ~ 2003년 MBC 《생방송 음악캠프》 - MC
- 2002년 ~ 2003년 SBS 《콜럼버스 대발견》
- 2003년 KBS2 《TV는 사랑을 싣고》
- 2003년 KBS2 《개그콘서트》
- 2003년 KBS2 《기적체험! 구사일생》
- 2003년 KBS2 《뮤직쇼 하이! 5》
- 2003년 SBS 《스타 X파일》
- 2003년 SBS 《뷰티풀 선데이》
- 2003년 SBS 《신동엽 김원희의 헤이헤이헤이》
- 2003년 Mnet 《왓츠업 요!》
- 2003년, 2004년 MBC 《뽀뽀뽀》
- 2004년 KBS2 《빅스타 X파일》
- 2004년 KBS2 《황금의 시간》
- 2004년 KBS2 《일요일은 101%》
- 2004년 KBS2 《속보이는 밤》
- 2004년 MBC 《누구누구》
- 2004년 MBC 《심심풀이》
- 2004년 SBS 《최수종 쇼》
- 2004년 SBS 《이경규의 굿타임》
- 2004년 SBS 《웃음을 찾는 사람들》
- 2004년 SBS 《올스타 청백전》
- 2004년, 2005년 MBC 《만원의 행복》
- 2004년 ~ 2005년, 2008년 KBS2 《해피선데이》
- 2004년 ~ 2006년 SBS 《일요일이 좋다》
- 2005년 SBS 《아이엠》
- 2005년 SBS 《김용만, 신동엽의 즐겨찾기》
- 2005년 SBS 《유쾌한 두뇌검색》
- 2005년 SBS 《솔로몬의 선택》
- 2005년 Mnet 《크레이지 트럭》 - MC
- 2005년, 2006년 SBS 《실제상황 토요일 - 리얼로망스 연애편지》
- 2005년 ~ 2006년 MBC 《강력추천 토요일》
- 2005년 ~ 2006년, 2008년 KBS2 《비타민》
- 2005년 ~ 2006년, 2009년 KBS2 《위기탈출 넘버원》
- 2005년, 2009년 KBS2 《스타 골든벨》
- 2006년 MBC 《일요 스타워즈》
- 2006년 SBS 《김윤아의 뮤직웨이브》
- 2008년 KBS2 《사이다》
- 2008년 KBS2 《스펀지》
- 2008년 KBS2 《신동엽, 신봉선의 샴페인》
- 2008년 SBS 《김정은의 초콜릿》
- 2008년 MBC 드라마넷 《삼색녀 토크쇼》
- 2008년, 2009년 KBS2 《미녀들의 수다》
- 2008년, 2009년 MBC 《환상의 짝꿍 사랑의 교실》
- 2008년, 2009년 MBC 《세상을 바꾸는 퀴즈》
- 2008년 ~ 2009년 SBS 《연애시대》
- 2008년 ~ 2009년 SBS 《퀴즈! 육감대결》
- 2009년 KBS2 《대결 노래가 좋다》
- 2009년 MBC 《스타의 친구를 소개합니다》
- 2009년 MBC 《황금어장 라디오스타》
- 2009년 MBC 《찾아라! 맛있는 TV》
- 2009년 MBC 《우리 결혼했어요》
- 2009년 MBC 《무한도전》
- 2009년 SBS 《절친 노트》
- 2009년 SBS 《대결! 스타셰프》
- 2009년 KBS joy 《꽃미남 포차》 - MC
- 2009년 MBC Every 1 《가족이 필요해》
- 2009년 tvN 《현장토크쇼 TAXI》
- 2017년 KBS2 《뮤직뱅크》 - 12년 만의 음악 방송 컴백
- 2017년 KBS1 《콘서트 7080》
- 2017년 SBS 《모닝와이드》
- 2018년 KBS2 《불후의 명곡》
- 2018년 KBS2 《KBS 아침뉴스타임》
- 2018년 MBC 《휴먼다큐 사람이 좋다》
- 2018년 MBC Every 1 《비디오스타》
- 2018년 MBC M 《주간 아이돌》
- 2020년 MBN 《생생 정보마당》
- 2021년 SBS 《전설의 무대 아카이브K》
- 2021년 tvN 《프리한 닥터M》

## 광고
- 2002년 SK텔레콤 TTL TING
- 2002년 KFC
- 2002년 펩시
- 2004년 빙그레 키위아작

## 사건

### 도박 및 사기
2010년 3월 사채업자들에게 도박빚을 지고 일부만 변제하여 도박 및 사기 혐의로 불구속 기소됐다. 이후 2011년 12월 23일 최종적으로 징역 1년에 집행유예 2년, 벌금 500만원을 선고받았다. 반성하는 태도로 변제에 힘쓴 점과 업자들이 빌려준 돈이 불법원인급여임을 재판부가 감안하여 실형을 면했다.

### 음주운전
2014년 5월 30일 경기도 부천시의 먹자골목에서 음주운전 단속에 걸려 면허가 취소됐다. 이 과정에서 신원 조회 결과, 지인에게 빌린 돈을 갚지 않아 사기 혐의로 피소된 상태여서 조사를 받았다. 하지만 이성진은 자신을 고소한 지인과 대화한 끝에 남은 채무에 대한 변제를 약속하고 고소인이 소를 취하함에 따라 무혐의로 풀려났다. 경찰 관계자는 "이성진이 꾸준히 돈을 변제해왔고, 나머지 빚도 모두 갚기로 하면서 결국 고소인과 원만히 해결한 것으로 안다"며 "사건을 인계한 당일 조사를 마치고 이성진은 귀가했다"고 밝혔다.

### 복귀
2017년 11월 3일 KBS2 뮤직뱅크를 통해서 방송 복귀를 했으며 이와 동시에 KBS와
MBC에서도 출연금지가 해제되었다.